# Heidi (2015)
Heidi é um filme germano-suíço do género aventura, realizado por Alain Gsponer e escrito por Petra Volpe com base no romance homónimo de Johanna Spyri. Foi protagonizado por Anuk Steffen, Katharina Schüttler, Bruno Ganz, Quirin Agrippi, Isabelle Ottmann e Anna Schinz. Estreou-se na Alemanha a 10 de dezembro de 2015, e em Portugal a 7 de janeiro de 2016.

## Elenco
- Anuk Steffen como Heidi
- Bruno Ganz como Avô
- Quirin Agrippi como Peter (Pedro)
- Isabelle Ottmann como Klara Sesemann (Clara)
- Katharina Schüttler como Senhora Rottenmeier
- Hannelore Hoger como Avó Sesemann
- Maxim Mehmet como Senhor Sesemann
- Peter Lohmeyer como Sebastian (Sebastião)
- Anna Schinz como Tia Dete
- Jella Haase como Empregada doméstica Tinette
- Markus Hering como Doutor
- Monica Gubser como Avó
- Michael Kranz como Senhor Candidato
- Peter Jecklin como Pastor
- Lilian Naef como Bärbel

## Produção
O filme foi rodado nos Alpes, principalmente na região do Cantão dos Grisões, incluindo Bergün e Rheinwald.